# Verticordia etheliana
Verticordia etheliana är en myrtenväxtart som beskrevs av Charles Austin Gardner. Verticordia etheliana ingår i släktet Verticordia och familjen myrtenväxter.

## Underarter
Arten delas in i följande underarter:
- V. e. etheliana
- V. e. formosa